# Зеда Сімонеті
Зеда Сімонеті (груз. ზედა სიმონეთი) — село в Грузії.
За даними перепису населення 2014 року в селі проживає 1349 осіб.